# Lathrolestes messae
Lathrolestes messae là một loài tò vò trong họ Ichneumonidae.